# Tim Blake Nelson

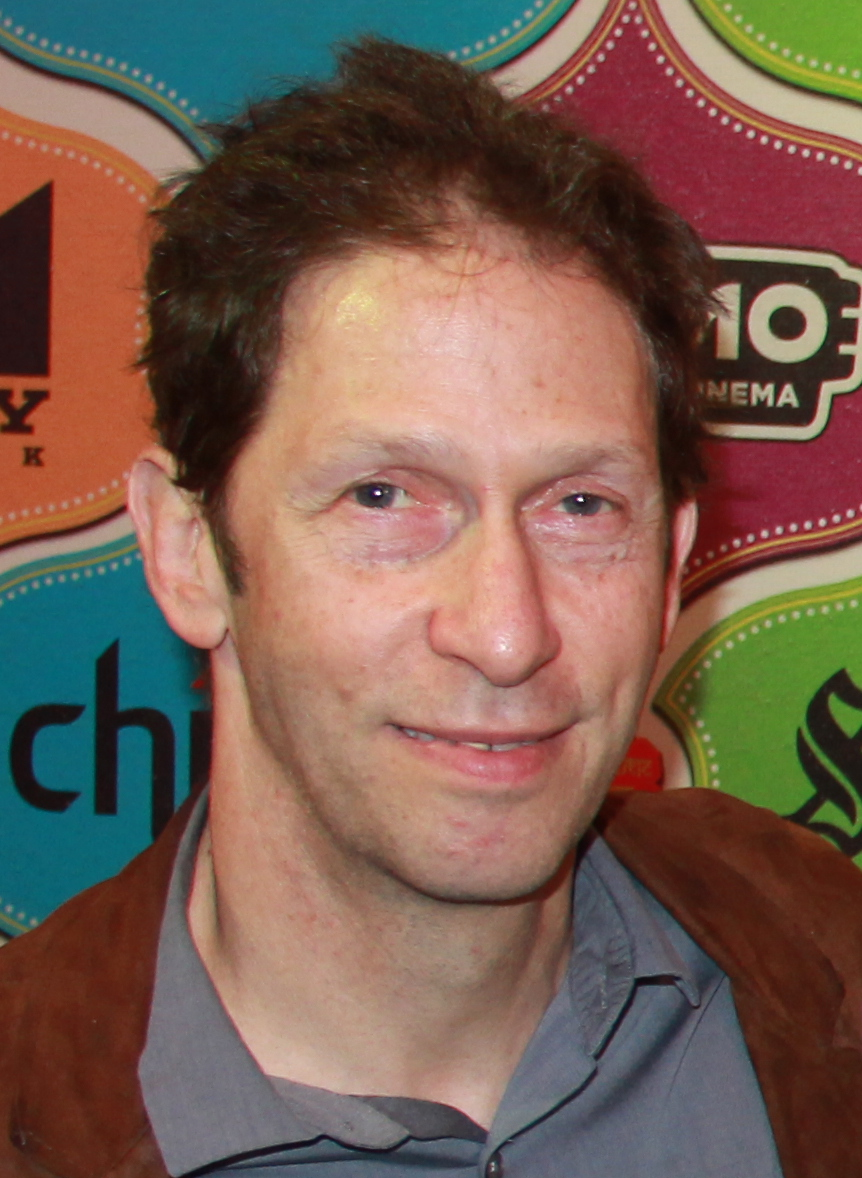
Nelson auf dem Fantastic Fest (2016)

Tim Blake Nelson (* 11. Mai 1964 in Tulsa, Oklahoma) ist ein US-amerikanischer Film- und Theaterschauspieler sowie Filmregisseur, Drehbuchautor und Filmproduzent.

## Leben
Nelson, der Sohn einer Mutter jüdischen Glaubens, einer Enkelin von Max Samuel, die im September 1938 vor den Nationalsozialisten aus Rostock floh:96seq. und 1940 in die Vereinigten Staaten zog,:102seq. ging in der Holland Hall School in Tulsa zur Schule. Nach seinem Abschluss im Jahr 1982 studierte er an der Brown University Classics.
Nelsons Karriere begann Mitte der 1980er Jahre als Schauspieler auf New Yorker Bühnen. 1992 stand er in der Filmkomödie Showtime – Hilfe, meine Mama ist ein Star erstmals vor der Filmkamera. Später spielte er in Filmen wie dem Antikriegsfilm Der schmale Grat von 1998, in O Brother, Where Art Thou? – Eine Mississippi-Odyssee (2000), dem Science-Fiction-Thriller Minority Report (2002) und dem Filmdrama Syriana mit.
1997 führte Nelson am Kriminalfilm Das Auge Gottes zum ersten Mal Regie bei einem Spielfilm. Doch zu seinen bekanntesten Regiearbeiten zählt das 2001 produzierte Filmdrama Die Grauzone, das sich mit dem Sonderkommando KZ Auschwitz-Birkenau auseinandersetzt. 2009 kam Nelsons nächster Film Leaves of Grass in die Kinos.
Tim Blake Nelson ist mit der Schauspielerin Lisa Benavides verheiratet. Das Paar lebt mit seinem gemeinsamen Kind in New York.

## Filmografie (Auswahl)

### Schauspieler
- 1995: Pfundskerle (Heavy Weights)
- 1996: Joes Apartment – Das große Krabbeln (Joe’s Apartment)
- 1997: Donnie Brasco
- 1998: Der schmale Grat (The Thin Red Line)
- 2000: O Brother, Where Art Thou? – Eine Mississippi-Odyssee (O Brother, Where Art Thou?)
- 2002: The Good Girl
- 2002: Minority Report
- 2003: Das Geheimnis von Green Lake (Holes)
- 2003: Wonderland
- 2004: The Last Shot – Die letzte Klappe (The Last Shot)
- 2004: Scooby Doo 2 – Die Monster sind los (Scooby Doo 2: Monsters Unleashed)
- 2005: Syriana
- 2005: Warm Springs
- 2005: Dirty Movie (The Moguls)
- 2005: The Big White – Immer Ärger mit Raymond (The Big White)
- 2006: Come Early Morning – Der Weg zu mir (Come Early Morning)
- 2006: Fido – Gute Tote sind schwer zu finden (Fido)
- 2007: Astronaut Farmer (The Astronaut Farmer)
- 2008: Der unglaubliche Hulk (The Incredible Hulk)
- 2009: CSI: Vegas (CSI: Crime Scene Investigation, Fernsehserie, Folge 10x03)
- 2009: Leaves of Grass
- 2011: Flypaper – Wer überfällt hier wen? (Flypaper)
- 2011: Yelling To The Sky
- 2011: Detachment
- 2011: Modern Family (Fernsehserie, Folge 03x01)
- 2011: Chaos (Fernsehserie, 13 Folgen)
- 2012: Der Ruf der Wale (Big Miracle)
- 2012: Lincoln
- 2013: Blue Caprice
- 2013: As I Lay Dying
- 2013: Child of God
- 2013: Snake and Mongoose
- 2014: Klondike (Miniserie, 6 Folgen)
- 2014: The Homesman
- 2014: The Sound and the Fury
- 2014: Kill the Messenger
- 2015: Black Dog, Red Dog
- 2015: Unbreakable Kimmy Schmidt (Fernsehserie, 3 Folgen)
- 2015: Fantastic Four
- 2016: Die irre Heldentour des Billy Lynn (Billy Lynn’s Long Halftime Walk)
- 2017: Sidney Hall
- 2018: Monster! Monster? (Monster)
- 2018: The Ballad of Buster Scruggs
- 2019: The Report
- 2019: Glam Girls – Hinreißend verdorben (The Hustle)
- 2019: Angel Has Fallen
- 2019: Just Mercy
- 2019: Watchmen (Fernsehserie)
- 2021: Naked Singularity
- 2021: Old Henry
- 2021: National Champions
- 2022: Guillermo del Toros Pinocchio (Stimme von Black Rabbits)
- 2022: Guillermo del Toro’s Cabinet of Curiosities (Fernsehserie, Folge 1x01)
- 2023: Ghosted
- 2024: The Bricklayer – Tödliche Geheimnisse (The Bricklayer)
- 2024: Bang Bang
- 2024: Greedy People
- 2025: Captain America: Brave New World

### Regie
- 2001: Die Grauzone (The Grey Zone)
- 2001: O – Vertrauen, Verführung, Verrat (O)
- 2009: Leaves of Grass
- 2015: Anesthesia
- 2015: Z: The Beginning of Everything (Fernsehserie, 1 Episode)

## Auszeichnungen (Auswahl)
- 2001: MTV Movie Award, Nominierung: Bestes Leinwandteam, zusammen mit George Clooney und John Turturro, für: O Brother, Where Art Thou? – Eine Mississippi-Odyssee (O Brother, Where Art Thou?)
- 2001: Golden Satellite Award, Nominierung: Bester Nebendarsteller in einer Filmkomödie oder einem Musical, für: O Brother, Where Art Thou? – Eine Mississippi-Odyssee (O Brother, Where Art Thou?)
- 2005: Golden Satellite Award, Nominierung: Bester Nebendarsteller in einer Serie, Miniserie oder einem Fernsehfilm, für: Warm Springs